# Aquilegia glandulosa
Aquilegia glandulosa és una espècie de planta fanerògama que pertany a la família de les ranunculàcies.

## Morfologia
Aquilegia glandulosa té les seves tiges de 20 a 40 cm d'alçada, apicalment pubescents, sense ramificació o ramificació apical. Tenen poques fulles basals, una ternada o biternada; el pecíol fa entre 6 a 16 cm; el seu limbe foliar és per sota escassament pubescent o glabre, per sobre glabre; els folíols laterals obliquament flàccids, desigualment dividits en dues parts; folíol central orbicular i obovat a flàccid, 1,5 a 4 × 2 a 4 cm, trilobulat i segments amb 2 o 3 dents obtuses. A la tija no n'hi ha fulles o en té una. Les inflorescències són d'1 a 3 flors; té entre 1 a 3 bràctees i són lanceolades a oblongues. El diàmetre de les seves flors és d'uns 6 -9 cm i el seu pedicel entre 2 a 8 cm, densament cobert de pèls blancs. Els seus sèpals són de color blau, estesos, ovats a oblongs i ovats, entre 3 a 4,5 × 1,5 a 2,5 cm, i el seu àpex és agut o obtús. Els pètals són de color blau o blanc, suberectes, orbiculars i ovats, entre 1,5 a 2,5 × 1 a 1,5 cm, el seu àpex és obtús a arrodonit; l'esperó de la flor fa entre 0,6 a 1,2 cm, apicalment conspícuament incurvat. Els estams fan entre 5 a 10 cm; les anteres són negres, estretament el·lipsoides. Els estaminodis són lineals, d'uns 8 mm. Els pistils fan entre 8 a 10, densament dispersos. Els fol·licles amiden entre 2 a 3 cm; i els estils persistents fan entre 6 a 7 mm. Floreix entre juny i agost.

## Distribució i hàbitat
La distribució natural d'Aquilegia glandulosa es troba a la província xinesa de Xinjiang, a Mongolia i a Rússia (Sibèria), creix en boscos de coníferes, vessants coberts d'herbes, junt a rius a les valls, entre els 1900 fins als 2700 m.

## Taxonomia
Aquilegia glandulosa va ser descrita per Friedrich Ernst Ludwig von (Fedor Bogdanovic) Fischer ex-Johann Heinrich Friedrich Link i publicat a Enumeratio Plantarum Horti Regii Berolinensis Altera 2(2): 84–85. a l'any 1822.
Etimologia
Aquilegia: nom genèric que deriva del llatí aquila = "àguila", en referència a la forma dels pètals de la qual se'n diu que és com l'urpa d'una àguila.
glandulosa: epítet llatí que significa "de forma glandular".